# Escuts i banderes de la Foia de Bunyol
Els escuts i banderes de la Foia de Bunyol són el conjunt de símbols que representen els municipis d'aquesta comarca.
En aquest article s'hi inclouen els escuts i les banderes oficialitzats per la Generalitat Valenciana i els que se van aprovar per l'administració de l'Estat abans de les transferències a la Generalitat Valenciana, així com altres que no han estat oficialitzats.

## Escuts oficials

Escut d'Alboraig Aprovat el 28 d'abril de 2022.
Escut de Bunyol[a] Aprovat el 14 d'abril de 1978.
Escut de Dosaigües Aprovat el 26 de gener de 2016.
Escut de Iàtova[b] Aprovat el 26 de desembre de 1963.
Escut de Xest Aprovat el 14 de maig de 1971.

Notes
1. ↑  L'ajuntament el fa servir amb corona de marqués en comptes de la corona comtal del blasonament oficial; veieu Escut de Bunyol.
2. ↑  L'escut porta una filiera d'or que no hi apareix al blasonament.

## Escuts sense oficialitzar

Escut de Godelleta
Escut de Macastre
Escut de Setaigües
Escut de Xiva

## Banderes sense oficialitzar

Bandera d'Alboraig
Bandera de Bunyol
Bandera de Macastre